# Famille Scrovegni
Pour les articles homonymes, voir Scrovegni.
La famille Scrovegni est une ancienne famille noble de Padoue.

## Historique

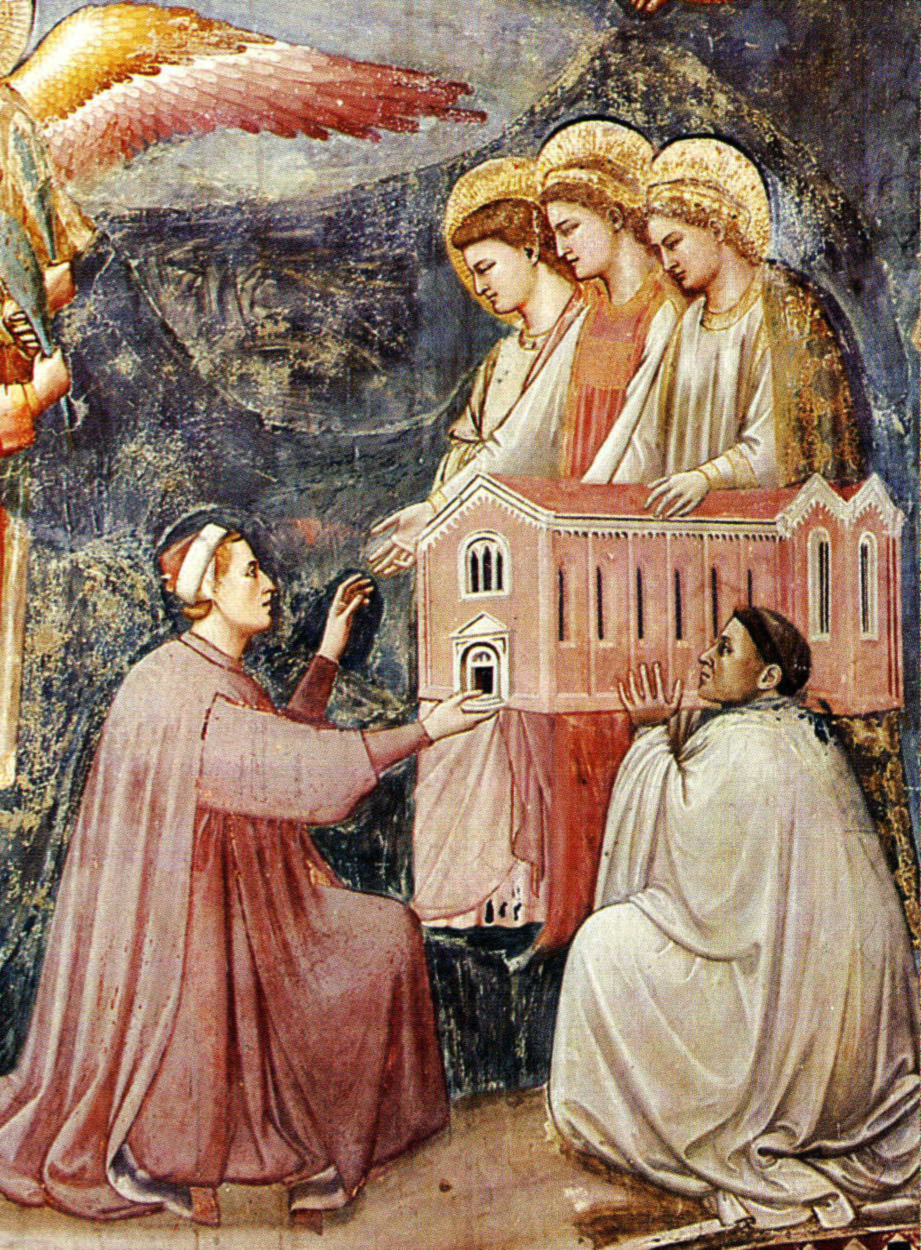
Giotto, Enrico Scrovegni offre aux anges une reproduction de la chapelle des Scrovegni, Chapelle des Scrovegni, Padoue

D'origine modeste, selon la tradition, le premier membre de la lignée serait un Rinaldo Pota di Scrova, musicante et usurier ou un artisan de Brugine.
Les premières informations les concernant remontent à l'an 1081, quand ils figurent déjà parmi les familles inscrites au Consiglio nobile de Padoue.
Une attestation concernant une de leurs habitations située le long de via Maggiore, près du Dôme remonte à 1146.
L'édifice leur était parvenu comme récompense à la suite d'un arbitrage qu'ils avaient rendu entre le clergé de la cathédrale et les habitants de Monselice ; depuis cette date, les rapports sont cordiaux entre les Scrovegni et le clergé.
Néanmoins, c'est depuis Reginaldo que les Scrovegni deviennent importants du point de vue social, économique et politique.
Après avoir épousé Capellina Malcapelli de Vicence, il consolide son patrimoine en achetant des propriétés. Il est surtout connu pour son activité d'usurier qui aurait ruiné de nombreuses familles. Rinaldo est mort vers 1288-1290.
Pietro Selvatico rapporte qu'à sa mort sa maison a été assaillie et incendiée par la foule en colère.
Manfredo et Enrico, ses fils, ainsi que Pietro di Bellotto, son neveu, ont hérité de l'activité financière à partir de 1290.
Enrico Scovegni († 1336) est probablement le membre le plus illustre de la maison. Il conforte l'activité de prêteur sur gage et l'utilise comme instrument d'ascension politique.
La construction de la chapelle des Scrovegni, dans la zone de l'Arène de Padoue, lui permet de renforcer ses liens avec l'église. Il conforte ses liens avec la noblesse en épousant la sœur de Ubertino da Carrara puis, en secondes noces, la fille de François d'Este. Ne partageant pas les idées de Marsilio da Carrara, Enrico quitte Padoue pour s'établir finalement à Venise.
Ses fils Bartolomeo et Ugolino, retournent à Padoue vers le milieu du XIVe siècle participant à la vie politique sous Francesco da Carrara il vecchio.
Ugolino fut :
- Podestat de Belluno (1361-1362 et 1369-1371) ;
- capitaine du peuple de Florence (1374-1375 et 1376-1390).

Il se rebelle contre Francesco Novello da Carrara et doit se réfugier avec ses fils dans le château de Padoue.
Giacomo et Enrico di Ugolino se distinguent comme hommes d'armes au service de Francesco il Vecchio :
- En 1373 ils sont à la garde des Brentelle, et s'étant distingués au cours de la bataille de Piove di Sacco ils sont faits chevaliers ;
- En 1379 ils participent à l'occupation de Chioggia et aux opérations militaires contre Trévise[1].

Le sort de la famille est incertain : la dernière référence à Padoue remonte à 1444 ; un document atteste de leur transfert en  France, où ils résultent en activité au cours du XVIe siècle.

## LaDivine Comédie
Dans la Divine Comédie, Dante place les usuriers dans le troisième giron du septième cercle où sont punis les violents contre l'art, assis sous une pluie de feu, leurs armoiries au cou. Le poète, laissant un moment Virgile, descend à leur rencontre et est apostrophé par Reginaldo Scrovegni : « E un che d'una scrofa azzurra e grossa / segnato avea lo suo sacchetto bianco, / mi disse [...] / Con questi Fiorentin son padoano »

## Armes

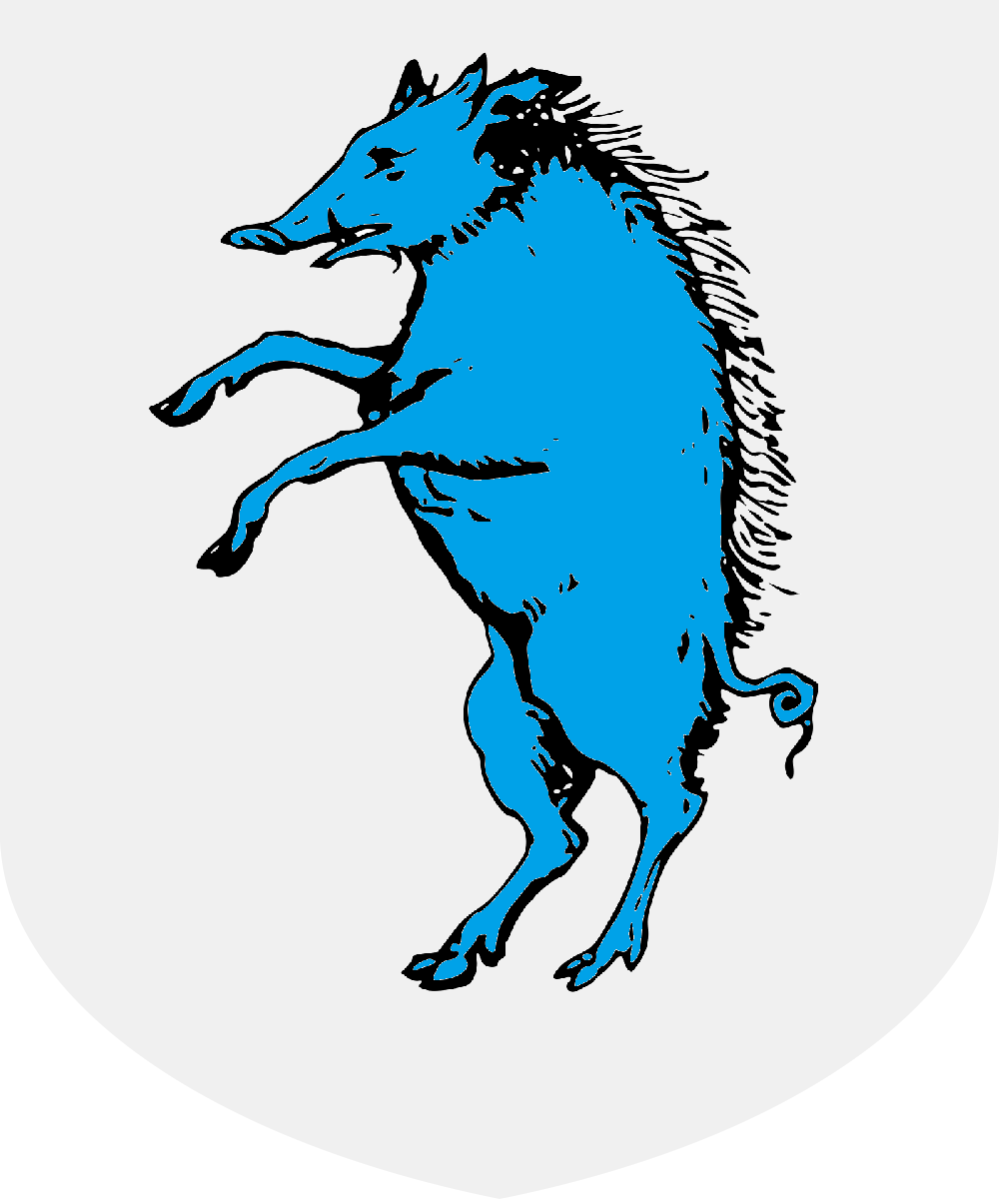
armes des Scrovegni

Les armes de la famille se blasonnent ainsi truie couleur d'azur sur champ blanc, comme décrite par Dante sur le sac de Reginaldo.